# 한국수출입식물방제협회
한국수출입식물방제협회는 수출입 식물검역홍보, 방제업계의 경제적 ·사회적 지위향상과 복리증진을 목적으로 1991년 12월 4일 설립된 대한민국 농림수산식품부 소관의 사단법인이다. 사무실은 인천광역시 중구 경동 142-2, 동인빌딩 4층에 있다.